# Garrick Mathurin
Garrick Mathurin (24 aprile 1990) è un calciatore americo-verginiano, di ruolo centrocampista.

## Carriera

### Club
Nel 2008 ha esordito con l'Helenites.

### Nazionale
Nel 2011 ha esordito nella Nazionale americo-verginiana.